# 小槲蕨
小槲蕨（学名：Drynaria parishii）为槲蕨科槲蕨属下的一个种。